# 激战2
《激战2》是由ArenaNet研发、NCsoft發行的一款奇幻類型大型多人線上角色扮演遊戲（MMORPG）。簡體中文版由空中網發行。
該作是激戰系列的第四部主要作品，開發團隊的Mike O'Brien稱該作在大型多人線上遊戲中獨一無二，其故事情節會依玩家的選擇而變化。該作的動態活動（Dynamic event）系統取代了傳統的任務系統，此舉旨在使遊戲世界更有動態感。
作為《激戰》的續作，《激戰2》同樣不使用其他同類型遊戲常見的訂閱制，不過在2015年8月之前仍須要先購買遊戲本體才能安裝。在遊戲發行後的首兩週就已售出超過200萬份。2013年8月時最多有超過46萬人同時上線。遊戲在2015年8月已售出超過500萬份，此時ArenaNet宣布遊戲本體可以免費遊玩，但資料片仍需付費購買。2021年8月，所有玩家創建的帳號數量超過1600萬。《激戰2》的Steam版本在2022年8月23日發行。
《激戰2》發行後廣受好評，評論家們讚揚了遊戲的獎勵系統、世界設計及付費模式。該作被《時代雜誌》選為2012年十大電子遊戲第一名。

## 玩法
建立遊戲角色時，玩家可於5個種族與9種職業中選擇。可選種族分別為人類（Human）、夏爾（Charr）、阿蘇拉（Asura）、諾恩（Norn）及希爾瓦里（Sylvari）。玩家可於遊戲角色裝備重甲、中甲或輕甲等裝備類型，每種職業只能裝備遊戲設定的其中一種裝備類型。遊戲中沒有治療類職業，因為開發團隊認為若讓每個隊伍都有治療類職業，對組隊的限制太大。
玩家選擇的職業與可使用的技能息息相關。《激戰2》擁有與前作相似，具策略元素、技能導向的戰鬥系統，玩家可於大量可使用技能中挑選其中十個運用。該作較前作更注重技能的品質，而非數量。該作的等級上限為80，開發團隊表示此舉有助於消弭等級上限過高造成的「重複遊玩」（grinding）玩法，同時助長遊戲角色的成長上限。玩家對抗環境（PvE）模式加入了可動態調整角色等級的系統，角色等級會降低至與周圍的敵對生物相近的等級。於玩家對戰模式中，玩家可使用近乎所有的技能和道具，並以80級與其他玩家對戰。
該作引入了「世界對戰」（World versus World）模式，玩家之間會在獨立於主要區域的開放區域開展戰鬥。此種模式的規模較玩家對戰模式大，且玩家可隨時加入或離開。玩家可於此模式中建造攻城（siege）武器，並於攻佔目標時獲取獎勵。該作的製造系統分為八個類別，每個角色可選擇其中兩種，類別之間的轉換需花費遊戲貨幣。每種類別皆會有基本配方，而玩家也可以透過組合不同材料製造新道具。雖然《激戰》的角色資料無法轉移至《激戰2》，但玩家於《激戰》的遊玩進度可轉化為《激戰2》的道具。
《激戰2》有三種基礎貨幣：金幣（coin）、業力（karma）和寶石（gem）。金幣與其他遊戲的遊戲內貨幣相似；業力可於完成活動後獲得，且與玩家使用的帳號綁定；寶石可由現實貨幣購買，或以金幣轉換。

## 開發與發行

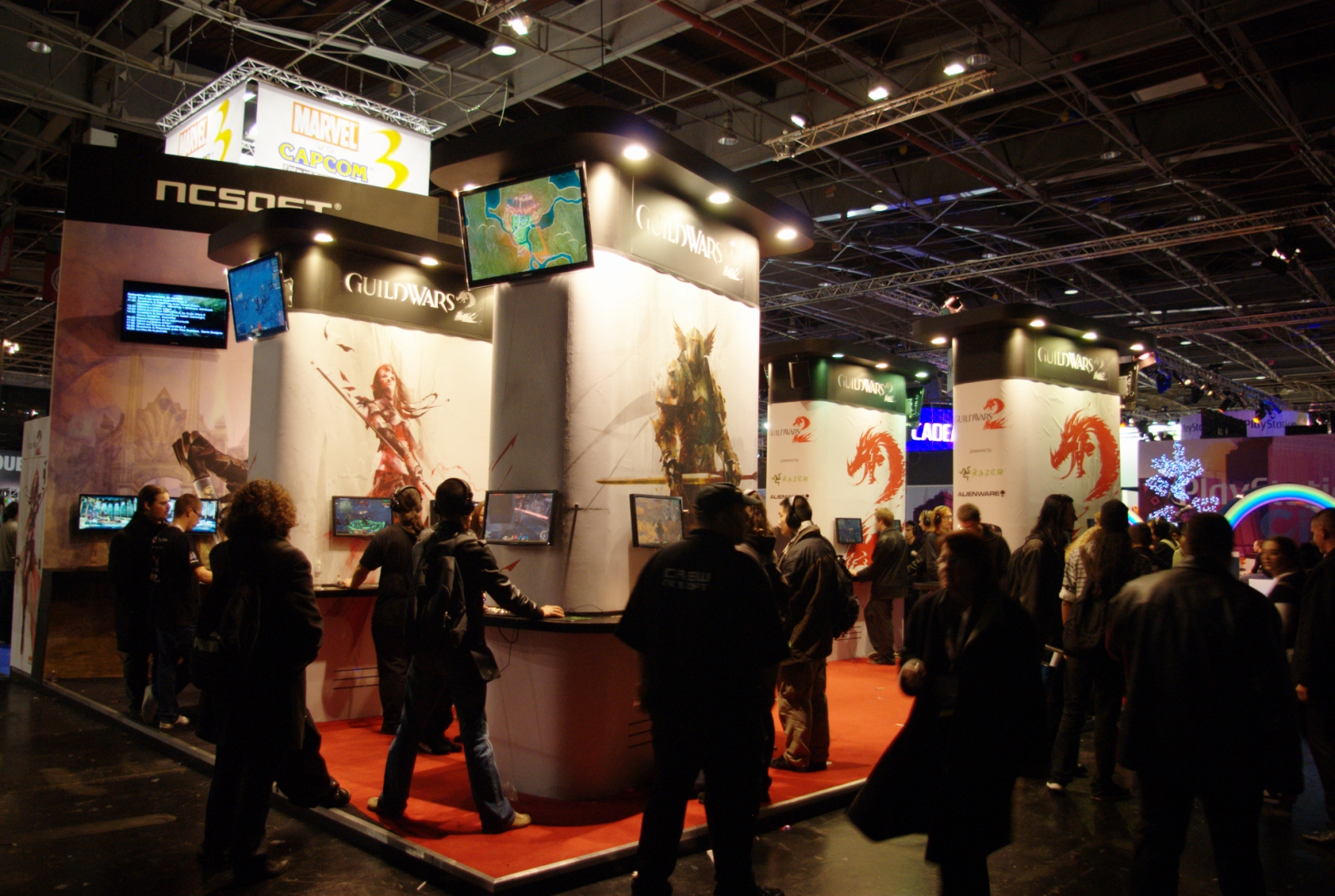
2010年10月，NCsoft在巴黎遊戲周的展位，現場提供體驗《激戰2》。

《激戰2》的開發始於2007年。2007年3月27日，《激戰》官網宣布了該作最後一個資料片的相關資訊，該資料片會在遊玩與故事方面作為和《激戰2》的過渡。開發團隊決定不進行早期封測或公測，因為他們認為玩家進行MMORPG公測時的期望已不同以往，現在更像是在試玩一個接近完成的遊戲，而非真的在測試遊戲，並取消了預計在2008年的遊戲測試，確保《激戰2》面世時能對玩家有最大的震撼與吸引力。《激戰2》使用了ArenaNet用於《激戰》專有遊戲引擎的大量修改版本，主要修改部分有實時3D環境、強化遊戲畫質與動畫及使用Havok引擎模擬物理系統。開發團隊表示，遊戲引擎現在可以最大程度的利用廣受好評的概念藝術，並且這些概念藝術將被整合並用於向玩家講述遊戲故事。
2009年8月，在消息發布的兩年後，ArenaNet決定公開更多有關遊戲的資訊。隨後於Gamescom發表一部結合了動畫概念藝術與遊戲畫面的預告片，之後在訪談上說明了一些遊戲世界內的傳說，以及玩家可選擇種族的資訊。2009年11月，NCsoft副社長李在浩表示遊戲很有可能不會在2011年之前發布，但會在2010年進行封測。
2010年，ArenaNet先後在Gamescom 2010（8月19日—8月22日）、PAX Prime（9月3日—9月5日）、巴黎遊戲周（10月27日—11月1日）提供了體驗版的遊戲。該遊戲適用於Microsoft Windows系統，其中也在確認將遊戲移植到遊戲機的可能性。
2011年，ArenaNet分別進行了封閉Alpha與Beta測試。2012年1月23日宣布了《激戰2》將會在今年發行。2011年2月，部分被邀請的媒體參與了測試，同年3月和4月，ArenaNet擴大了測試規模，所有預先購買了遊戲的玩家都可以參與測試。2012年2月28日，ArenaNet宣布《激戰2》會在8月28日發行，而有預先購買遊戲的玩家可以提前於8月25日遊玩。

### 發行後

#### 2012—2014年：推出「動態世界」、簡體中文版營運
《激戰2》原本預計每兩周發布一個更新，現改為每幾個月發布一次較大的更新，其中加入一些較小的補丁或錯誤修復。2012年8月30日（UTC+8），空中網取得《激戰2》中國大陸代理權。9月18日，ArenaNet發表了適用於macOS的測試版用戶端，但由於macOS自2021年起不再支援OpenGL彩現，《激戰2》macOS版本的開發因此終止。2012年11月15日，ArenaNet發行「迷失海岸」（Lost Shores）內容更新。此更新加入了由小型副本組成的的新副本「迷雾碎层」（fractals of the Mists），並加入可於迷雾碎层取得新裝備等級「升华」（ascended）
2013年1月28日，ArenaNet發行「霜炎之战：序幕」（Flame and Frost: Prelude）更新。此更新加入了成就桂冠（achievement laurels）、訪客系統和「動態故事」內容。玩家透過完成每日或每月任務獲取成就桂冠，並可用於購買升華裝備等道具。訪客系統使玩家於不須轉移帳號所處的伺服器，便可與好友一同遊玩。動態故事由一連串活動組成，玩家需於指定時間前完成。指定時間後會解鎖新的遊戲內容，且先前的內容即無法遊玩，而故事對遊戲區域的影響將會持續。開發團隊表示「動態世界」的推出旨在為玩家提供持續不斷的故事線。
2014年4月14日（UTC+8），空中網宣布《激戰2》簡體中文版開放限量預購，5月1日（UTC+8）開放預購玩家參與不刪檔測試，5月15日（UTC+8）起正式公測。

#### 2015—2023年：發售資料片
| 2012 | 《激戰2》               |
| 2013 |                         |
| 2014 |                         |
| 2015 | 《激戰2》決戰邁古瑪     |
| 2016 |                         |
| 2017 | 《激戰2》烈焰征途       |
| 2018 |                         |
| 2019 |                         |
| 2020 |                         |
| 2021 |                         |
| 2022 | 《激戰2》巨龍絕境       |
| 2023 |                         |
| 2024 |                         |
| 待定 | （未定標題）第4部資料片 |

2015年1月24日於聖安東尼奧舉辦的PAX South上，ArenaNet宣布了名為「決戰邁古瑪」的資料片。該資料片新增了團隊副本、職業專精系統、一個新職業及與帳戶連結的特長系統，並修改了現有的玩家對戰系統。該資料片於2015年10月23日發行，評論大多正面。
2015年8月29日，ArenaNet時任總裁Mike O'Brien於PAX Prime表示，將從NCsoft接管營運權，且遊戲本體可免費遊玩，但免費帳號相比購買了資料片的帳號會有一些限制。
2017年8月1日，《激戰2》的第二部資料片「烈焰征途」（Path of Fire）開放預購，同年9月22日發行。
2020年3月12日，ArenaNet透露了第三部資料片正在開發的消息，2021年7月28日發表了資料片「巨龍絕境」（End of Dragons）的預告片，並開放預購。該資料片於2022年2月28日發行。
2021年9月16日，ArenaNet宣布《激戰2》使用的DirectX 9彩現器將會升級至DirectX 11，以提升遊戲效能，並於9月21日開始測試。
2022年8月23日，ArenaNet發行《激戰2》的Steam版本。

## 反應
| 汇总媒体   | 得分   |
| ---------- | ------ |
| Metacritic | 90/100 |

| 媒体           | 得分   |
| -------------- | ------ |
| 电脑与电子游戏 | 8.9/10 |
| Eurogamer      | 9/10   |
| G4             | 5/5    |
| GamesRadar+    | [ 71 ] |
| GameSpot       | 9.0/10 |
| GameSpy        | [ 73 ] |
| IGN            | 9/10   |
| PC Gamer美国   | 94/100 |

| 媒体     | 奖项                     |
| -------- | ------------------------ |
| 時代雜誌 | 2012年十大電子遊戲第一名 |

《激戰2》在汇总媒体Metacritic獲評「普遍讚譽」，評論家著重讚揚了該作的獎勵機制、世界設計和付費系統。PC Gamer的克里斯·瑟斯滕稱該作為一款成就卓著且回報豐厚的線上角色扮演遊戲，而開發團隊為兌現對該類別遊戲的承諾付出了大量心力 。IGN的查爾斯·奧尼特表示該作是「現存最詳盡及獎勵最豐富的MMO（大型多人線上）遊戲之一，不利用不公平的懲戒機制，反以慷慨的獎勵系統及非常精美的環境設計，激發玩家一種難以置信的探索慾望」。GameSpot的凱文·範奧德在評論開篇以「《激戰2》是探險者及尋求刺激者的天堂，也是多年以來最佳的線上角色扮演遊戲」。電腦與電子遊戲的安迪·凱利認為該作是一款有趣的MMO遊戲，其以聰明的遊戲設計解決了此類遊戲常見的問題，而該遊戲並非訂閱制則更誘人。GamesRadar的霍蘭德·庫珀表示該作是一個MMORPG應有的樣子。它原創、內容豐富、極具社交性，並清除了過去同類遊戲使新玩家退卻的障礙。他表示於遊玩過程中，無論等級或遊戲職業，都能和朋友一同遊玩，也無疑是一次巨大的飛躍。將該類型其他遊戲的創新相結合時，《激戰2》就成為至今為止最好的MMO之一。GameSpy的萊夫·強森提到「整體而言，《激戰2》的小問題不足以影響在遊戲中獲得的良好體驗。它沒有顛覆MMORPG的傳統，但它以比對手更新鮮、更生動的包裝呈現它們」。
《時代雜誌》將《激戰2》列為2012年十大電子遊戲第一名，編輯馬特·佩克漢提到：「《激戰2》是一種罕見的遊戲，它出乎意料地打亂你的生活，就像一顆隕石撞上衛星。……（它有）一種世界的動態感，以及其他MMO遊戲夢寐以求的，那種引人入勝、隨時隨地的可玩性」。